# Élie Delcros
Élie Delcros (Perpinyà, 9 d'abril de 1844 - 26 d'octubre de 1904) fou un polític nord-català, senador al Senat francès i alcalde de Perpinyà.

## Biografia
Llicenciat en dret, exercí com advocat primer i com a jutge després del Tribunal Superior d'Andorra. També fou alcalde de Perpinyà de 1890 a 1892. En 1897 fou escollit senador dels Pirineus Orientals, inscrit en el grup de la Gauche Démocratique fins a la seva mort en 1904.
Fou l'encarregat de tramitar la llei de 1902 sobre el servei militar de dos anys. En 1904, alguns mesos abans de la seva mort, fou elegit conseller general pel cantó de la Tor de França.